# 森田素夫
森田 素夫（もりた もとお、1911年10月24日 - 1961年11月17日）は、日本の小説家。1942年、「冬の神」で芥川賞にノミネートされた。群馬県北群馬郡伊香保町に生まれる。生家は旅館業。

## 経歴
- 1930年、旧制前橋中学校（現群馬県立前橋高等学校）を準卒業[1]。
- 早稲田大学文学部英文科を卒業
- 1942年、「冬の神」で芥川賞にノミネート
- 1955年、「暗い眼窩」で文学者賞

## 主な作品
- 「女中の四季」
- 「温泉夜話」
- 「女中部屋」